# Xyris capensis
Xyris capensis là một loài thực vật hạt kín trong họ Hoàng đầu. Loài này được Thunb. miêu tả khoa học đầu tiên năm 1794.